# Szu–25
A Szuhoj Szu–25 Gracs (oroszul: Су-25 Грач, jelentése: vetési varjú) szubszonikus, sugárhajtású csatarepülőgép, melyet az 1980-as években a Szuhoj OKB fejlesztett ki a Szovjetunióban. Számos helyi háborúban, többek között az afganisztáni polgárháborúban, az orosz–grúz háborúban és a 2022-es orosz invázióban is bevetették.
A gép vélemények szerint az A–10 Warthog mögött a második helyre szorult amerikai YA–9 prototípusra emlékeztet, azonban annál jóval áramvonalasabb kialakítású. Hasonlóság inkább a versenyben szintén alulmaradt szovjet Iljusin Il–102 prototípus és a YA–9 között fedezhető fel.
A Szu–25 egy beépített 30 mm űrméretű ikercsövű gépágyúval rendelkezik, amelynek használatát az orrba szerelt lézertávmérő könnyíti meg. Ezenkívül 57-es és 80 mm-es nem irányított rakéta-blokkokkal, légibombákkal, üzemanyag-póttartályokkal és H–25 irányított rakétákkal lehet felszerelni, amelyeket a szárny alatti számos fegyverfelfüggesztő csomópontra rögzíthetnek. Önvédelmi célokra az R–60 (NATO-kódja AA–8 Aphid) kis hatótávolságú infravörös önirányítású légiharc-rakéta szolgál, amellyel önvédelmi jellegén túlmenően megsemmisítheti az ellenséges harci helikoptereket is.
A „Gracs” (vetési varjú) néven is ismert csatagép védelméről nagy tömegű páncélzat gondoskodik, a  kedvezőtlen afganisztáni harci tapasztalatok hatására a két hajtóművet is 3 mm-es acél tűzfallal választották el a géptörzstől. A fedélzeti rendszerek igen egyszerűek, a gép függeszthető konténerekbe csomagolva el tudja szállítani a saját üzemeltetéséhez szükséges eszközöket egy tábori repülőtérre, beleértve ebbe két fő szerelő személygondolában való szállítását – ezt a módszert a Szovjet Légierőn kívül sehol nem alkalmazzák. A nagy méretű, igen széles ballonkerekeken guruló Szu–25 nem előkészített, füves pályáról is képes üzemelni.
A Szu–25 hátrányaként említik a pilóta rossz kilátását, a második világháborús német Hs 129 csatarepülőgépre emlékeztető, páncélfedél mögé besüllyesztett pilótaülésből oldalra és hátra csak korlátozottan, tükrökkel lehet kitekinteni és ezt az egyébként elismerten kiváló mentőképességű K–36 katapultülés nagyméretű háttámlája, szerelvényei fokozzák. A gép elavult, egyáramú – a MiG–21-es utánégető nélküli – gázturbinás sugárhajtóműveivel van felszerelve, emiatt tüzelőanyag-fogyasztása igen nagy, hosszabb bevetésekre nem alkalmas és légi utántöltési képességgel sincs felszerelve. A régi típusú hajtóművek hőkibocsátása igen magas, ezért a vállról indítható, infravörös önirányítású kézi légvédelmi rakéták gyakran okoztak komoly sérülést, vagy katasztrófát az afganisztáni szovjet invázió második felében, amikor az infracsapda-töltetekre kevésbé érzékeny amerikai FIM–92 Stinger rakéták megjelentek a mudzsahedinek kezében.
A Varsói Szerződés idején a Bolgár és a Csehszlovák Légierő is rendszerbe állította a Szu–25 csatagépeket, azonban Magyarországnak ilyen repülőeszközei – több nyugati szakkönyv adataival ellentétben – soha nem voltak.
Az Orosz Légierő modernizálási programja keretében a következő generációs csatarepülőgépet a Szu–25 kétüléses kiképző változatait (Szu–25UB/Szu–28) együlésesre visszaalakítva hozták létre, mivel a kibővített avionika és a fedélzeti radar moduljai az eredeti együléses géptörzsben már nem fértek volna el. A Szu–25T típusjelzésű, „Púpos” néven ismert repülőgép korlátozott éjszakai bevetésekre is alkalmas és a korábbinál többféle irányított fegyver hordozására képes.

## Érdekességek
Alekszandr Ruckoj korábbi orosz politikus Afganisztánban ezredesi rangban Szu–25 pilótaként szolgált, ahol 1988. augusztus 4-én egy pakisztáni F–16A lelőtte. Sikeresen katapultált, később több magas kitüntetést kapott. 
A Szu–25 NATO kódjele Frogfoot (békaláb), ami szokatlan módon találó elnevezés a gép sziluettjére – széles, enyhén hátranyilazott szárnyaira – tekintve.

## Külső hivatkozások
- Sukhoi Su-25 Frogfoot Archiválva 2007. szeptember 14-i dátummal a Wayback Machine-ben – Festésminták a WINGS PALETTE Archiválva 2007. augusztus 30-i dátummal a Wayback Machine-ben oldalán